# VéloCité (Angers)
Pour les articles homonymes, voir Vélocité.
VéloCité est un service de prêt gratuit mis en place, en 2004, par la ville d'Angers qui fournit aux personnes qui habitent ou travaillent à Angers des bicyclettes aux couleurs de la ville. 2 200 vélos sont ainsi mis à la disposition du public.

## Concept
VéloCité est là pour promouvoir les moyens alternatifs de déplacement dans la ville d'Angers comme le vélo et les transports en commun de l'agglomération plus respectueux du cadre de vie que la place prépondérante de la voiture dans la ville. Le but est d'assurer un équilibre durable entre les besoins de mobilité, de facilité d'accès et de protection du milieu, en développant des réseaux de transports respectueux du tissu urbain et de l'environnement.

## Fonctionnement
L'utilisateur voulant bénéficier du service doit signer un contrat de prêt d'une durée variant d'une semaine à quatre, renouvelable deux fois. Il doit également fournir une attestation de résidence de moins de trois mois ou une attestation du lieu de travail, une pièce d'identité et un relevé d'identité bancaire ou postal. Un vélo lui est alors remis.
Aucune caution n'est demandée, cependant en cas de dégradation ou de vol, l'utilisateur étant responsable, il devra payer les réparations ou le remplacement du vélo.

## Bénéficiaires
Toute personne majeure dont le domicile ou le lieu de travail est situé sur la Ville d'Angers. L'emprunteur s'engage à ne pas utiliser le vélo en dehors de l'agglomération d'Angers Loire Métropole.
L'accueil VéloCité est situé en centre-ville, 6 rue de la gare. Le 13 mai 2011, un nouveau point d'accueil VéloCité a ouvert ses portes sur le campus de Belle-Beille, 41 rue de la Lande, centre commercial Beaussier.

## Sources
1. ↑  Vivre à Angers N° 325, septembre 2008